# Salman Khan

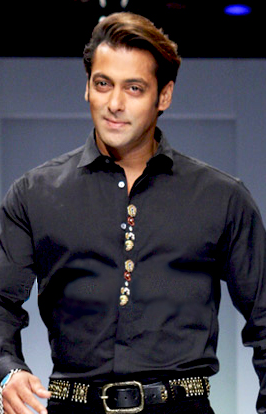
Salman Khan (2009)

Salman Khan (Urdu: سلمان خان; Hindi: सलमान ख़ान, Salmān Khān; * 27. Dezember 1965 in Indore, Madhya Pradesh; geboren als Abdul Rasheed Salim Salman Khan) ist ein indischer Schauspieler. Er zählt zu den Stars Bollywoods.
Khan gab sein Schauspieldebüt 1988 mit einer kleineren Rolle in Biwi Ho To Aisia. Seinen ersten kommerziellen Erfolg hatte er mit dem Blockbuster Maine Pyar Kiya (1989), mit dem er einen Preis als bester männlicher Debütant gewann. Er spielte die Hauptrolle in einigen Hindi-Filmen, wie Saajan (1991), Hum Aapke Hain Kaun (1994), Karan Arjun (1995), Judwaa (1997), Pyar Kiya To Darna Kya (1998) und Biwi No.1 (1999). Im Jahr 1999 gewann Khan den Filmfare Award als bester Nebendarsteller für seinen Auftritt in Kuch Kuch Hota Hai (1998) und etablierte sich damit als einer der führenden Schauspieler des Hindi-Kinos.

## Leben
Salman Khan wurde in Indore als Sohn des Drehbuchschreibers Salim Khan geboren. Sein Vater ist Muslim und seine Mutter kommt aus einer Hindu-Familie. Khan charakterisierte sich selbst im Jahr 2015 als „Beides – Hindu und Muslim“. Khan hat väterlicherseits afghanisch-paschtunische Wurzeln, seine Familie mütterlicherseits stammt aus Jammu und Kaschmir. Salmans Brüder Sohail Khan und Arbaaz Khan sind ebenfalls Schauspieler. Salman hat außerdem zwei Schwestern, von denen eine mit dem Schauspieler und Regisseur Atul Agnihotri verheiratet ist.
2007 gründete er die gemeinnützige Organisation Being Human The Salman Khan Foundation.

### Karriere

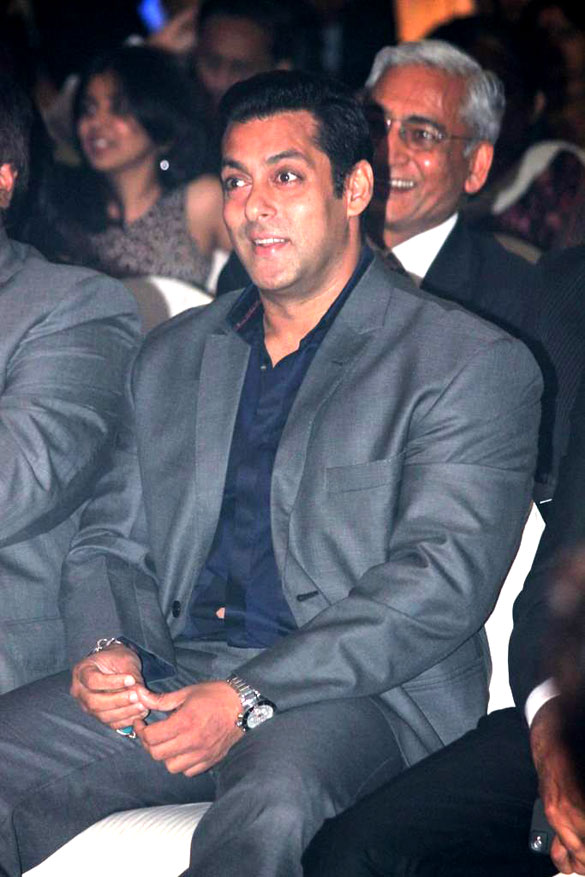
Salman Khan (2012)

Salman startete seine Karriere mit dem Film Maine Pyar Kiya. Ihm folgten Saajan (Super Hit), Hum Aapke Hain Koun…!, Karan Arjun, Kuch Kuch Hota Hai – Und ganz plötzlich ist es Liebe, Biwi No. 1 (Hit), Pyaar Kiya To Darna Kya (Hit). Auch seine letzten Filme Tere Naam, No Entry – Seitensprung verboten!, Zwei Herzen für Rani, Lucky: No Time for Love und Maine Pyaar Kyun Kiya – Warum habe ich mich verliebt? wurden ein großer Erfolg.
2017 wurde er in die Academy of Motion Picture Arts and Sciences (AMPAS) aufgenommen, die jährlich die Oscars vergibt.

### Kontroversen
In die Schlagzeilen geriet er unter anderem durch seine gescheiterte Beziehung zur Schauspielerin Aishwarya Rai. Außerdem werden ihm Beziehungen zur Mafia unterstellt, die bereits seinen Film Chori Chori Chupke Chupke finanziert haben soll.
Am 6. Mai 2015 wurde Khan zu fünf Jahren Gefängnis verurteilt, weil er unter Alkoholeinfluss und ohne Führerschein im September 2002 mit seinem Auto in eine Gruppe von Obdachlosen in Mumbai gefahren sein soll, die auf dem Bürgersteig schliefen. Dabei wurde ein Mann getötet. Der Richter fand Khan deshalb neben den Verkehrsverstößen auch des Totschlags für schuldig. Der Bombay High Court in Mumbai gewährte Khan auf Antrag der Verteidigung zunächst gegen Kaution für zwei Tage Haftaufschub. Am 8. Mai 2015 wurde Khan gegen eine Kaution von 30.000 Rupien ein weiterer Haftaufschub gewährt, da Einspruch gegen das Urteil eingelegt wurde.

Der Rajasthan High Court warf Khan Wilderei in einem Wald bei Jodhpur während Dreharbeiten im Jahr 1998 vor. Dabei soll er Indische Gazellen und zwei der von der lokalen Gruppe der Bishnoi verehrten und von indischen Gesetzen als bedrohte Tierart geschützten Hirschziegenantilopen abgeschossen haben. 2016 wurde er von einer Anklage im Zusammenhang mit diesem Vorgang freigesprochen. Am 5. April 2018 wurde Khan vor einem Gericht in Jodhpur der Wilderei für schuldig befunden und zu fünf Jahren Gefängnis verurteilt. Außerdem wurde ihm eine Geldstrafe von 10.000 Rupien auferlegt. Die Verteidigung kündigte an, dass sie so schnell wie möglich Rechtsmittel einlegen werde. Am 7. April 2018 wurde Khan nach Zahlung von 1.000.000 Rupien als Sicherheitsleistungen nach zwei Tagen in Haft vorübergehend wieder aus dem Gefängnis entlassen. Für den 7. Mai 2018 wurde eine gerichtliche Anhörung angesetzt, um die Strafe auf Antrag Khans offiziell auszusetzen.

## Filmografie (Auswahl)
- 1988: Biwi Ho To Aisi
- 1989: Maine Pyar Kiya
- 1990: Baaghi
- 1991: Love
- 1991: Saajan
- 1991: Kurbaan
- 1991: Sanam Bewafa
- 1991: Patthar Ke Phool
- 1992: Nishchaiy
- 1992: Ek Ladka Ek Ladki
- 1992: Suryavanshi
- 1993: Chandra Mukhi
- 1993: Dil Tera Aashiq
- 1993: Jaagruti
- 1994: Sangdil Sanam
- 1994: Chaand Kaa Tukdaa
- 1994: Andaz Apna Apna
- 1994: Hum Aapke Hain Koun…!
- 1995: Veergati
- 1995: Karan Arjun
- 1996: Jeet
- 1996: Khamoshi: The Musical
- 1996: Majhdhaar
- 1997: Auzaar
- 1997: Dus
- 1997: Judwaa
- 1998: Bandhan
- 1998: Jab Pyaar Kisise Hota Hai
- 1998: Pyaar Kiya To Darna Kya
- 1998: Kuch Kuch Hota Hai – Und ganz plötzlich ist es Liebe (Kuch Kuch Hota Hai)
- 1999: Hello Brother
- 1999: Ich gab Dir mein Herz, Geliebter (Hum Dil De Chuke Sanam)
- 1999: Biwi No. 1
- 1999: Jaanam Samjha Karo
- 1999: Hum Saath-Saath Hain: We Stand United
- 2000: Kahin Pyaar Na Ho Jaaye
- 2000: Har Dil Jo Pyar Karega...
- 2000: Chal Mere Bhai
- 2000: Dulhan Hum Le Jayenge
- 2001: Chori Chori Chupke Chupke
- 2002: Yeh Hai Jalwa
- 2002: Ich gehöre dir, meine Liebe (Hum Tumhare Hain Sanam)
- 2002: Tumko Na Bhool Paayenge
- 2003: Tere Naam
- 2003: Und am Abend wartet das Glück (Baghban)
- 2004: Dil Ne Jise Apna Kaha – Was das Herz sein Eigen nennt (Dil Ne Jise Apna Kahaa)
- 2004: Phir Milenge
- 2004: Zwei Herzen für Rani (Mujhse Shaadi Karogi)
- 2004: Garv: Pride and Honour
- 2005: No Entry – Seitensprung verboten! (No Entry)
- 2005: Kyon Ki
- 2005: Maine Pyaar Kyun Kiya – Warum habe ich mich verliebt? (Maine Pyaar Kyun Kiya?)
- 2005: Lucky: No Time for Love
- 2006: Baabul
- 2006: Jaan-E-Mann
- 2006: Shaadi Karke Phas Gaya Yaar
- 2006: Saawan: The Love Season
- 2007: Salaam-e-Ishq
- 2007: Om Shanti Om
- 2008: Partner
- 2008: Heroes
- 2008: Yuvvraaj
- 2008: God Tussi Great Ho
- 2009: Wanted
- 2009: Main Aur Mrs. Khanna
- 2010: Veer – Die Liebe eines Kriegers (Veer)
- 2010: Dabangg
- 2011: Ready
- 2011: Bodyquard
- 2012: Mission Liebe – Ek Tha Tiger (Ek Tha Tiger)
- 2012: Dabangg 2
- 2012: Ishkq in Paris (Gastauftritt)
- 2014: Jai Ho
- 2014: Kick
- 2015: Bajrangi Bhaijaan
- 2015: Prem Ratan Dhan Payo
- 2016: Sultan
- 2017: Tubelight
- 2017: Tiger Zinda Hai
- 2018: Race 3
- 2019: Bharat
- 2021: Radhe
- 2021: Kaagaz
- 2023: Pathaan
- 2023: Tiger 3

## Auszeichnungen und -nominierungen

### Filmfare Award
- 1990: Auszeichnung Bestes Debüt für Maine Pyar Kiya
- 1990: Nominierung Bester Hauptdarsteller für Maine Pyar Kiya
- 1995: Nominierung Bester Nebendarsteller für Jeet
- 1996: Nominierung Bester Hauptdarsteller für Karan Arjun
- 1999: Auszeichnung Bester Nebendarsteller für Kuch Kuch Hota Hai
- 2000: Nominierung Bester Hauptdarsteller für Ich gab Dir mein Herz, Geliebter (Hum Dil De Chuke Sanam)
- 2000: Nominierung Bester Komiker für Biwi No. 1
- 2004: Nominierung Bester Hauptdarsteller für Tere Naam
- 2004: Nominierung Bester Nebendarsteller für Und am Abend wartet das Glück (Baghban)
- 2006: Nominierung Bester Komiker für No Entry – Seitensprung verboten!
- 2011: Nominierung Bester Hauptdarsteller für Dabangg
- 2012: Nominierung Bester Hauptdarsteller für Bodyguard
- 2013: Nominierung Bester Hauptdarsteller für Dabangg 2
- 2016: Nominierung Bester Hauptdarsteller für Bajrangi Bhaijaan
- 2017: Nominierung Bester Hauptdarsteller für Sultan

### Screen Award
- 2004: Nominierung Bester Hauptdarsteller für Tere Naam
- 2005: Nominierung Bester Hauptdarsteller für Garv: Pride and Honour
- 2011: Auszeichnung Bester Hauptdarsteller für Dabangg

### Zee Cine Award
- 2004: Nominierung Bester Hauptdarsteller für Tere Naam
- 2005: Nominierung Bester Hauptdarsteller für Zwei Herzen für Rani
- 2006: Nominierung Bester Nebendarsteller für No Entry – Seitensprung verboten!

### Z-Gold Bollywood Award
- 2002: Auszeichnung Bester Sensationsschauspieler für Chori Chori Chupke Chupke

### Stardust Awards
- 2012: Nominierung Best Actor in a Drama für Bodyguard

### IIFA Awards
- 2000: Nominierung Bester Hauptdarsteller für Ich gab Dir mein Herz, Geliebter
- 2004: Nominierung Bester Hauptdarsteller für Tere Naam
- 2005: Nominierung Bester Hauptdarsteller für Zwei Herzen für Rani
- 2008: Nominierung Bester Hauptdarsteller für Partner
- 2010: Nominierung Bester Hauptdarsteller für Wanted
- 2010: Auszeichnung IIFA Award Habitat Humanity Ambassadorship Award
- 2011: Nominierung Bester Hauptdarsteller für Dabangg
- 2012: Nominierung Bester Hauptdarsteller für Bodyguard
- 2016: Nominierung Bester Hauptdarsteller für Bajrangi Bhaijaan
- 2017: Nominierung Bester Hauptdarsteller für Sultan